# Taenaris hollandi
Taenaris hollandi är en fjärilsart som beskrevs av Hans Fruhstorfer 1904. Taenaris hollandi ingår i släktet Taenaris och familjen praktfjärilar. Inga underarter finns listade i Catalogue of Life.